# Barrage de Cip
Pour les articles homonymes, voir Cip.
Le barrage de Cip (en turc : Cipköy Baraji ou Cip Baraji, barrage (du village) de Cip)) est un barrage en Turquie.

## Sources
- (en) www.dsi.gov.tr/tricold/cip.htm Site de l'agence gouvernementale turque des travaux hydrauliques